# NGC 3864
NGC 3864 é uma galáxia  localizada na direcção da constelação de Leo. Possui uma declinação de +19° 23' 32" e uma ascensão recta de 11 horas, 45 minutos e 15,6 segundos.
A galáxia NGC 3864 foi descoberta em 23 de Março de 1884 por Édouard Jean-Marie Stephan.